# Citrus australis
Citrus australis, comúnmente conocido como dooja o lima redonda australiana, es un árbol perteneciente al género Citrus, dentro de la familia de las rutáceas. Es endémico de sudeste de Queensland (Australia).

## Descripción

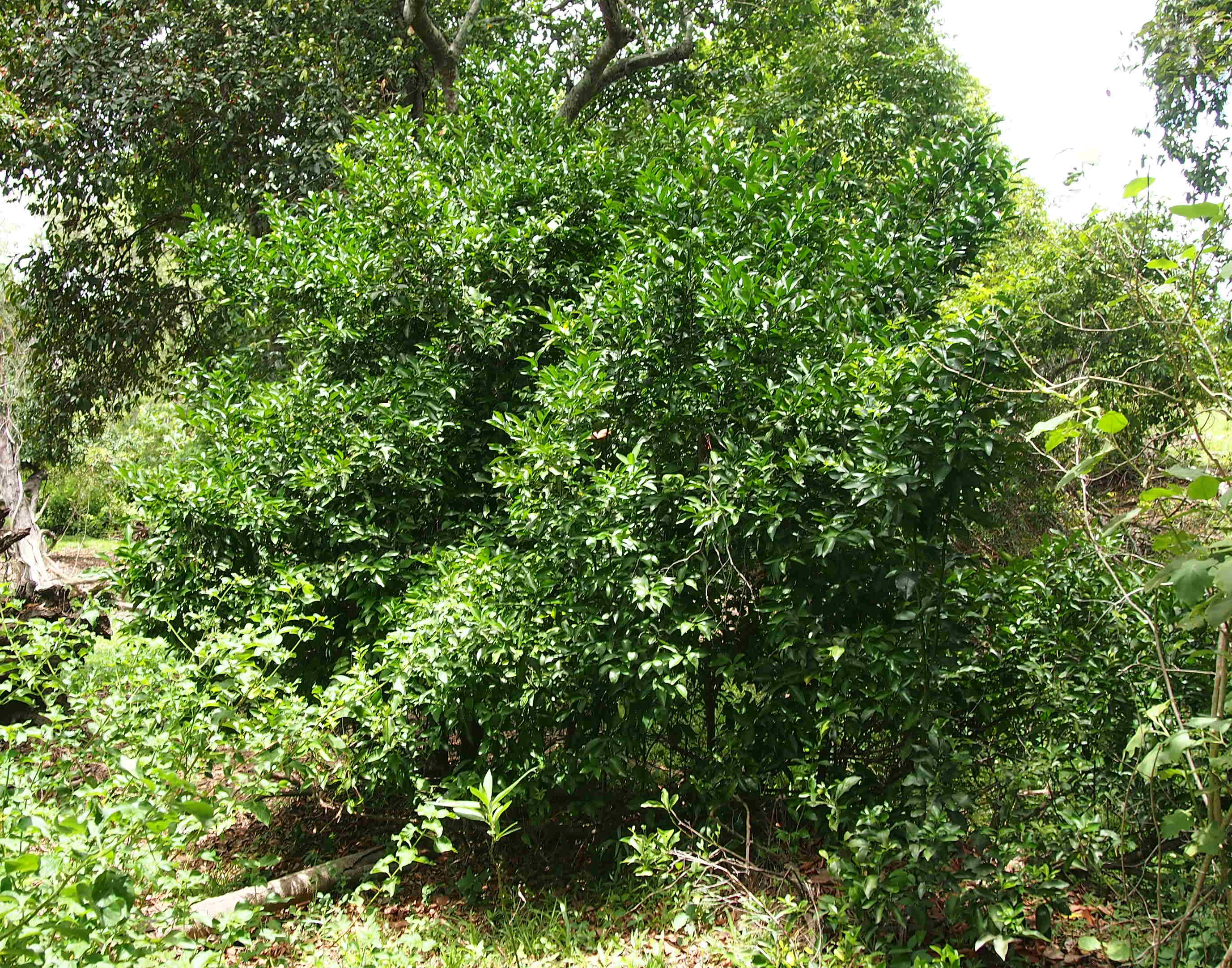
Árbol

La dooja o Lima redonda australiana, es un árbol espinoso que puede llegar a crecer hasta 20 m de altura.

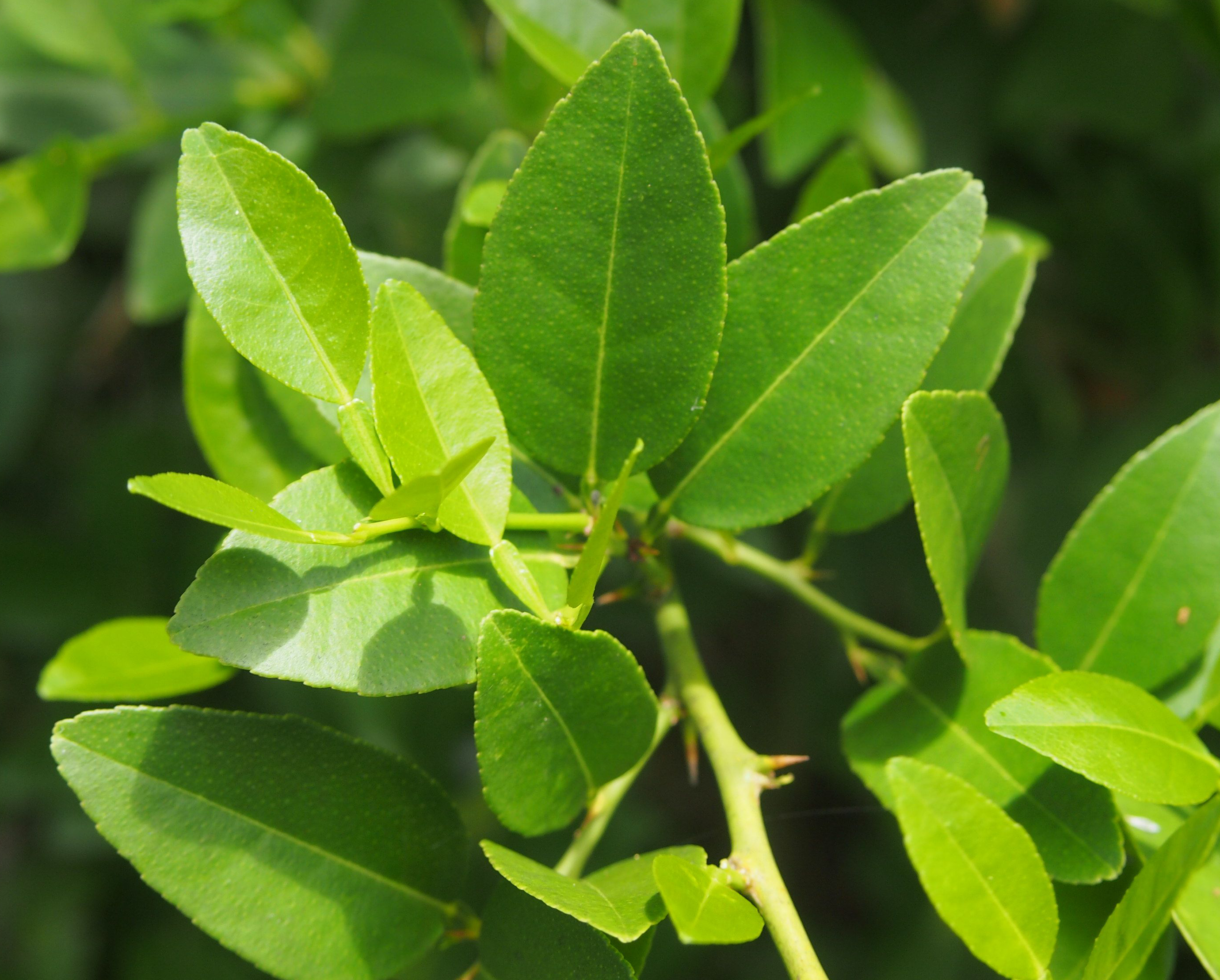
Detalle de las hojas

Sus frutos son esféricos o ligeramente perales, de 2,5 a 5 cm de diámetro, con una piel gruesa de color verde o amarilla y pulpa de color verde pálido.  Su sabor es ácido.

## Distribución y hábitat
Su área de distribución se sitúa en el sudeste de Queensland (Australia) y crece principalmente en el bioma subtropical.

## Taxonomía
La primera descripción de esta especie fue como Limonia australis, publicada en 1829 por el botánico británico Robert Mudieen la revista científica Pict. Australia: 151.

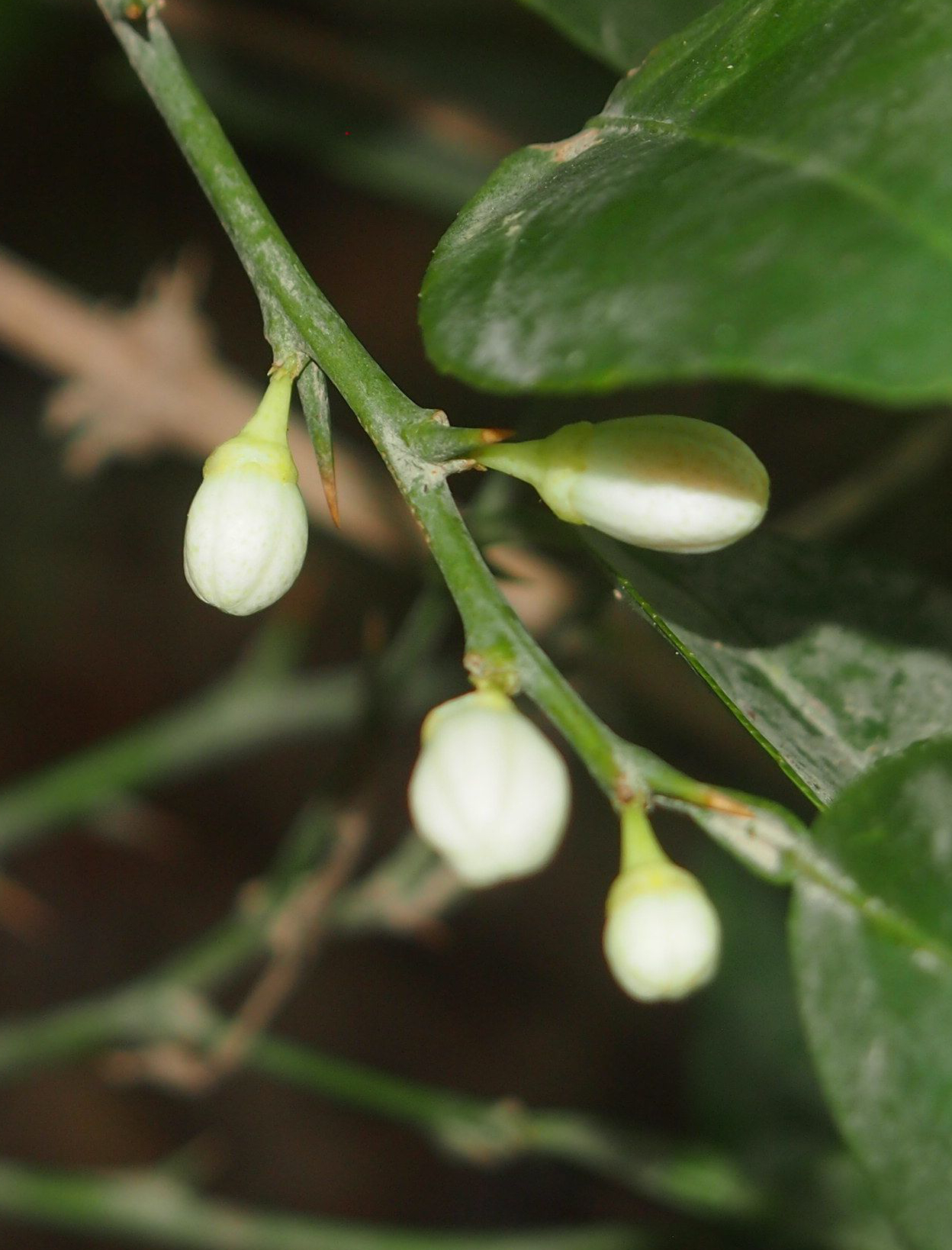
Flores

Posteriormente, el  botánico francés Jules Émile Planchon colocó la especie en el género Citrus, pasando a llamarse Citrus australis y anotando estos cambios en el libro Hortus Donatensis: 18 en 1858.

Etimología
- Citrus: nombre genérico que proviene del latín citrus, que se refiere a los árboles y arbustos que producen frutas cítricas, como limones, naranjas y limas. El término citrus tiene sus raíces en el griego antiguo κίτρον (kítron), que significa 'cítricos' o 'fruto de cítricos'.
- australis: epíteto específico que proviene del latín australis, que significa 'del sur' o 'austral', haciendo referencia que se localiza al sureste de Australia.[4]

## Estado de conservación
En la Lista Roja de Especies Amenazadas de la UICN, la especie está clasificada como “Preocupación Menor (LC)”.

## Usos
Los indígenas australianos, así como los primeros colonos, han utilizado sus frutos como fuente de alimento. Además, actualmente los podemos encontrar en la cocina australiana moderna formando parte de mermeladas y salsas, aunque como fruto no tiene mucho uso comercial.